# لويس أبيل بينيا
لويس أبيل بينيا (بالإسبانية: Luis Abel Peña) هو مدرب كرة قدم ولاعب كرة قدم باراغواياني، ولد في 7 يناير 1982 في أسونسيون في باراغواي. لعب مع سان مارتين دي سان خوان.

## وصلات خارجية
- لويس أبيل بينيا على موقع قاعدة بيانات كرة القدم.إي يو (الإنجليزية)
- لويس أبيل بينيا على موقع Soccerway.com (الإنجليزية)